# El Almendro
El Almendro är en kommun (municipio) i Nicaragua med 14 420 invånare (2012). Den ligger i den södra delen av landet i departementet Río San Juan. Kommunens huvudnäringar är skogsindustri och boskapsskötsel.

## Geografi
El Almendro gränsar till kommunerna Acoyapa och El Coral i norr, Nueva Guinea i öster, San Miguelito i söder och Morrito i väster.
Genom kommunen rinner floden Tepenaguasapa från öst till väst. Vid flodens norra strand ligger centralorten El Almendro, med 2 782 invånare (2005). Längs floden finns vackra vattenfall som är populära utflyktsmål och badställen: Zapotal, Filadelfia, Chiquito och Tórrez.

## Historia
Kommunen grundades 1974 genom en utbrytning ur Morrito. År 2006 upphöjdes El Almendro till rangen av ciudad (stad).

## Religion
El Almendro firar sin festdag i slutet av april till minne av Jesu heliga hjärta.